# Slunjčica
Die Slunjčica [ˈsluɲtʃitsa], von Einheimischen oft Slušnica [ˈsluːʃnitsa] genannt, ist ein Karstfluss in Mittelkroatien im Gebiet des Kordun. Typisch für die Slunjčica ist ihr klares, smaragdgrün-schimmerndes Wasser.

## Verlauf und Eigenschaften
In der Lika, im Massiv des Mala Kapela-Gebirges unter der Bergspitze Veliki Javornik entspringt das Flüsschen Jesenica, welche nach nur 6 Kilometern bei der Ortschaft Lička Jasenica im Karstgebiet unter der Oberfläche verschwindet. Der Fluss verläuft, wie viele andere Karstflüsse in Kroatien, daraufhin etwa 20 km unterirdisch durch verkarstetes Kalkgestein. 6,5 km südlich von Slunj tritt er wieder als Fluss Slunjčica an die Oberfläche.
Im Ortsteil Rastoke mündet die Slunjčica in die Korana, welche von den Plitvicer Seen zufließt. Der Name der Stadt Slunj lässt sich von diesem Fluss ableiten. An der Mündung der Slunjčica in die Korana erzeugte der Fluss eine Travertinbarriere mit einer Breite von 500 m und einer Länge von 200 m. Dieser imposante Kalksteinkörper entsteht durch den hohen Kalziumgehalt, welcher im Karstgrundwasserleiter unterirdisch vom Wasser aufgenommen wird und sich später auf dem Gebiet der Siedlung Rastoke durch Ausfällung als Karbonatgestein abgelagert. Die Travertinbarriere schafft zwei Stufen. Die untere Stufe endet mit 23 Wasserfällen, welche in die 10 bis 20 m tiefer gelegene Korana stürzen. Die Barriere ist entlang der gesamten Länge von zahlreichen kleineren Wasserfällen und Wasserwirbeln gesäumt.
Aufgrund des relativ kurzen Flussverlaufs an der Erdoberfläche weist die Slunjčica stets eine niedrigere Temperatur als die nahegelegene Korana auf. Die Wassertemperatur bewegt sich dabei im Rahmen von 6,5 °C bis 7 °C im Winter und höchstens 16 °C im Sommer. Im Sommer beträgt die Höchsttemperatur der Korana etwa 28 °C. Kommt es zu einer Abkühlung der Luft unter die Wassertemperatur, so werden die Rastoke von einem Nebelschleier umhüllt und die umgebenden Bäume werden mit Tau bedeckt. Der Fluss ist zugleich Trinkwasserreservoir für die umliegenden Ortschaften.

## Literarische Erwähnung
In Heimito von Doderers Roman Die Wasserfälle von Slunj stirbt der Industrielle Donald Clayton, während er nach dem Bruch des Geländers einer Brücke über die Wasserfälle vom Absturz bedroht über dem Abgrund hängt.

## Galerie

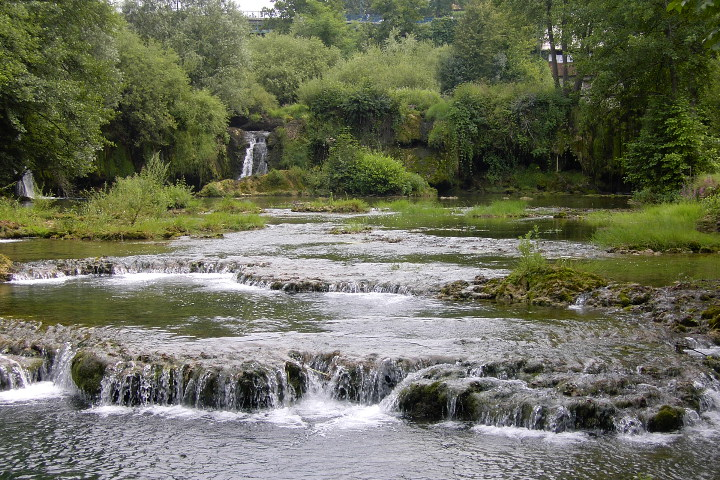
Die Slunjčica vor Rastoke, Slunj
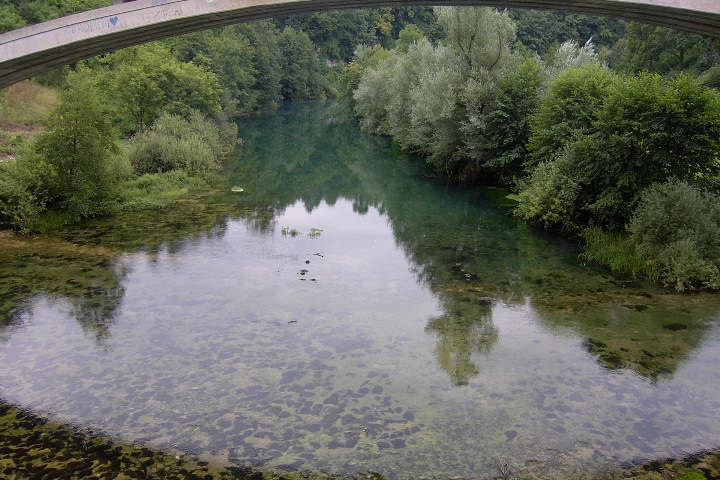
Slunjčica